# Song for America
Song for America is het tweede studioalbum van Kansas. Kansas trok voor de opnamen naar de Walter Heider Studios te Los Angeles. Opnamen vonden plaats onder leiding van muziekproducenten Jeff Glixman en Wally Gold. Gold was ook de muziekproducent van hun debuutalbum Kansas; Glixman, origineel hun roadmanager, zou voor jaren achtereen producent van de band blijven.
Het album liet een verschuiving horen van hardrock naar symfonische rock met invloeden uit de klassieke muziek. Het legde de band geen windeieren, het album verkocht, zij het alleen in de Verenigde Staten en Canada, stukken beter dan het debuutalbum. In plaats van een schamele 174e plaats van het debuut kwam dit album in vijftien weken notering tot de 57e plaats in de Billboard 200 (Top LP’s & Tape). Die hogere notering leidde ook sneller tot de verkoop van 500.000 (gouden status); deze werd in 1980 bereikt (ter vergelijking: Kansas haalde die status “pas” in 1995). Overigens lieten Nederland, België en Engeland dit album ook weer links liggen (geen album noteringen). Al in 1978 vond Livgren trouwens dat de opnamekwaliteit en wijze van uitvoering voor verbetering vatbaar waren geweest, indien ze de apparatuur en muzikaliteit van 1978 hadden toegepast.
Het album is gestoken in een hoes van Peter Lloyd. In 2018 werd door "Music on Vinyl" een nieuwe elpeepersing op de markt gebracht waarbij de detaillering van die platenhoes enigszins verloren ging.

## Musici
- Steve Walsh – toetsinstrumenten, zang, achtergrondzang
- Kerry Livgren – gitaar, toetsinstrumenten
- Robby Steinhardt – viool, zang, achtergrondzang
- Rich Williams – gitaar
- Dave Hope – basgitaar
- Phil Ehart – drumstel, percussie

## Muziek
| Nr. | Titel                          | Duur  |
| --- | ------------------------------ | ----- |
| 1.  | Down the road (Livgren, Walsh) | 3:43  |
| 2.  | Song for America (Livgren)     | 10:03 |
| 3.  | Lamplight symphony (Livgren)   | 8:18  |

| Nr. | Titel                                        | Duur  |
| --- | -------------------------------------------- | ----- |
| 1.  | Lonely street (Walsh, Hope, Williams, Ehart) | 5:43  |
| 2.  | The devil game (Walsh, Hope)                 | 5:04  |
| 3.  | Incomudro – Hymn to the Atman (Livgren)      | 12:11 |

Song for America werd sterk ingekort uitgebracht als single, waarbij de klassieke structuur verloren ging. Het origineel van circa 10 minuten bestaat uit een ouverture, middenstuk en finale met teruggrijpen op de opening. Voor de A-kant van single bleef slechts drie munten over; de B-kant werd gevuld met drie minuten instrumentaal. Alhoewel de single de Billboard Hot 100 niet haalde, bleef het werk door de jaren heen populair bij de fans en werd daarom steevast opgenomen bij compilatiealbums en livealbums. Bij heruitgaven werd de singleversie soms als bonustrack meegeperst.